# Anaxyrus terrestris
Espèce
Synonymes
- Rana musica Linnaeus, 1766
- Bufo clamosus Lacépède, 1788
- Rana terrestris Bonnaterre, 1789
- Bufo rufus Schneider, 1799
- Rana lentiginosa Shaw, 1802
- Bufo erythronotus Holbrook, 1838
- Bufo terrestris (Bonnaterre, 1789)
- Bufo lentiginosus pachycephalus Cope, 1889

Statut de conservation UICN

 LC  : Préoccupation mineure
Anaxyrus terrestris est une espèce d'amphibiens de la famille des Bufonidae.

## Répartition
Cette espèce est endémique de l'Est des États-Unis. Elle se rencontre dans la plaine côtière dans le sud-est de la Virginie, dans l'est de la Caroline du Nord, dans l'Est de la Caroline du Sud, dans le sud de la Géorgie, en Floride, en Alabama, au Mississippi et dans l'Est de la Louisiane.

## Description
Les mâles mesurent de 42 à 82 mm et les femelles de 44 à 92 mm.

## Galerie

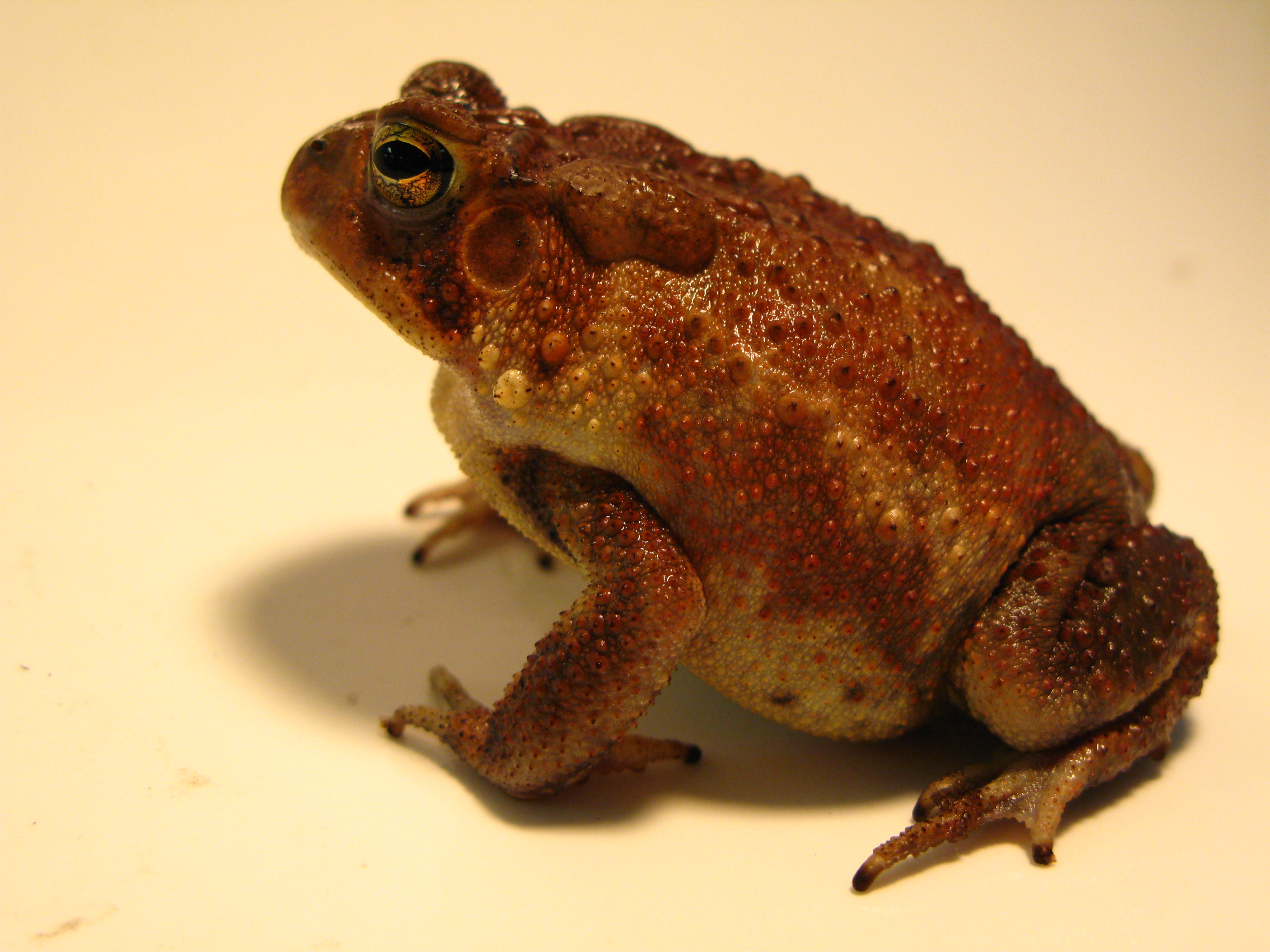
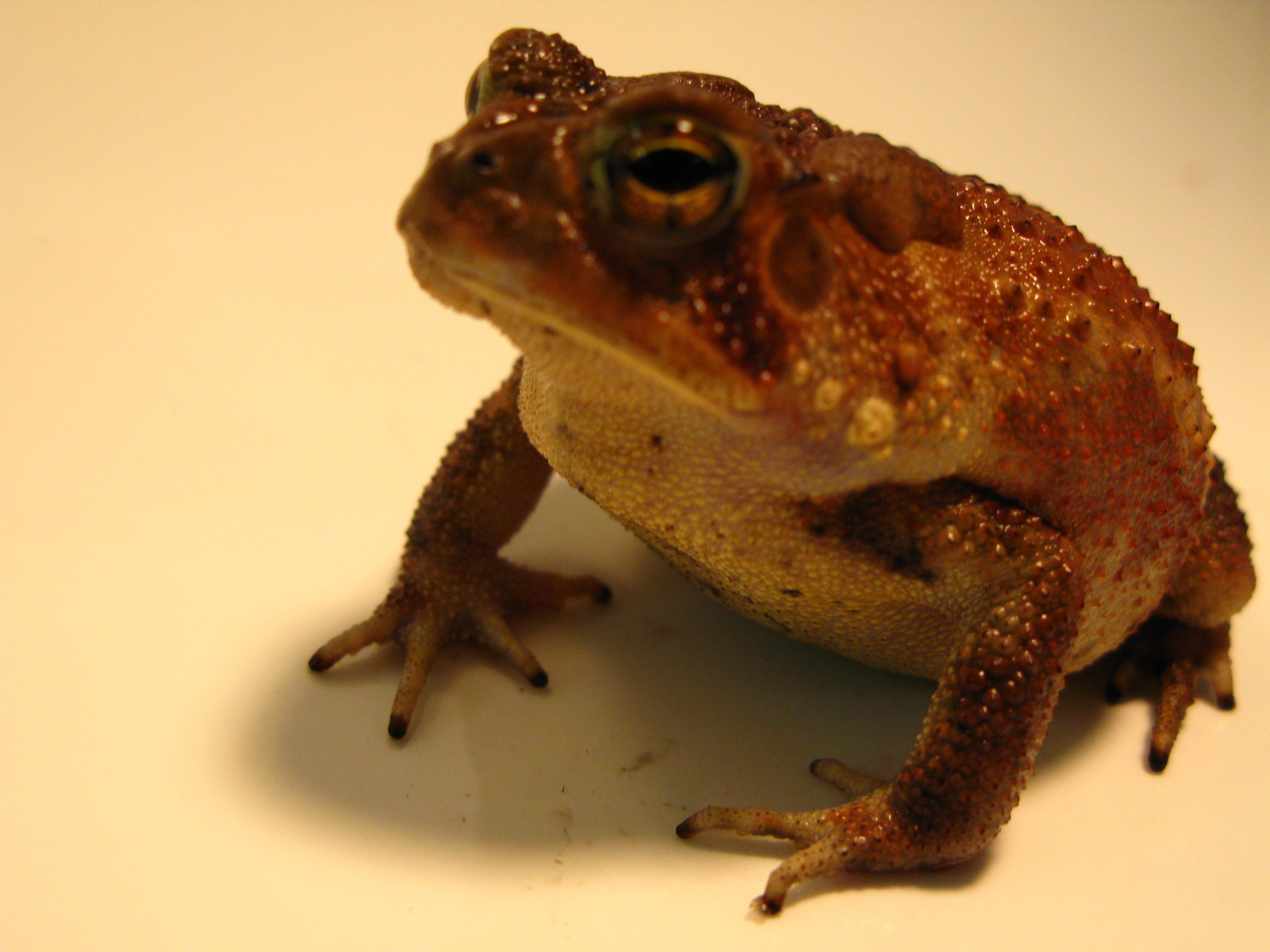
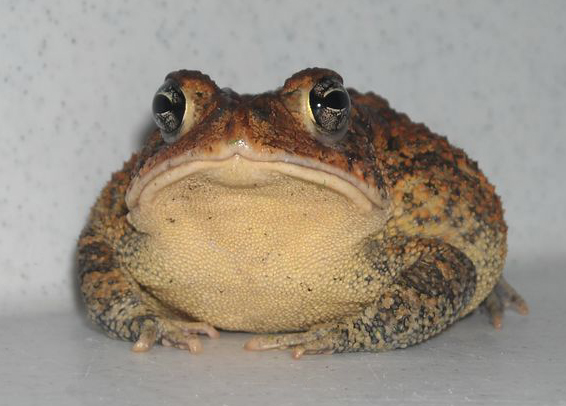

## Publication originale
- Bonnaterre, 1789 : Tableau encyclopédique et méthodique des trois règnes de la nature, Erpétologie.